# Hakone długolistna
Hakone długolistna, hakonechloa smukła, trawa bambusowa (Hakonechloa macra) – gatunek trawy. Roślina wieloletnia, endemit górskich lasów Japonii. Uprawiana jako ozdobna. Stosowana jako roślina ozdobna na terenach zieleni miejskiej, uprawiana także w donicach.

## Morfologia
Trawa o liściach zielonych lub inaczej zabarwionych u odmian. Pędy łukowato wygięte tworzą zwarte kępy do pół metra wysokości. Roślina kwitnie późnym latem oraz jesienią.

## Uprawa
Trawa bambusowa wymaga podłoża wilgotnego i bogatego w próchnicę. Wymaga przycinania późną jesienią. Najlepiej rośnie w miejscach słonecznych i półcienistych.

## Odmiany
Dostępnych jest wiele odmian uprawnych tego gatunku:
- 'Alboaurea' – liście złotozielone z białymi plamkami[4].
- 'All Gold' – odmiana o jasnozielonych liściach.
- 'Aureola' – odmiana o zielonych, podłużnych liściach z wieloma intensywnie żółtymi paskami; na jesień liście przebarwiają się na różowo, brązowo i żółto[10].
- 'Beni Kaze' – odmiana o długich, zielonych liściach, które zimą przebarwiają się na intensywnie czerwony i pomarańczowy kolor.
- 'Mediovariegata' – liście kremowo-zielone[4].
- 'Naomi' – odmiana o jasnozielonych liściach z podłużnymi, kremowymi paskami; na jesień liście przebarwiają się na czerwono i różowo.
- 'Samurai' – odmiana o jasnozielonych liściach z kremowobiałymi paskami; na jesień liście przebarwiają się na brązowo.

## Galeria

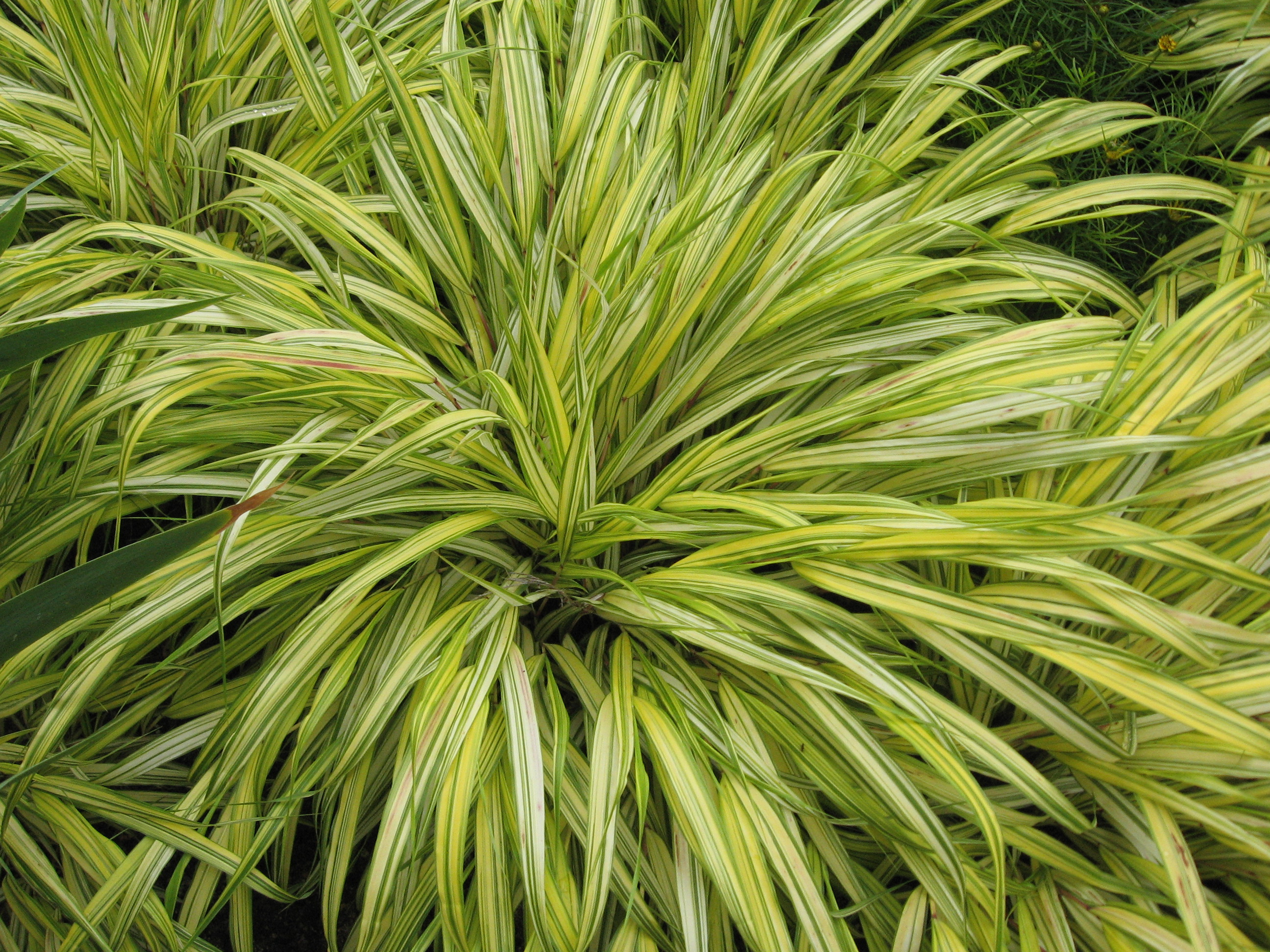
'Alboaurea'
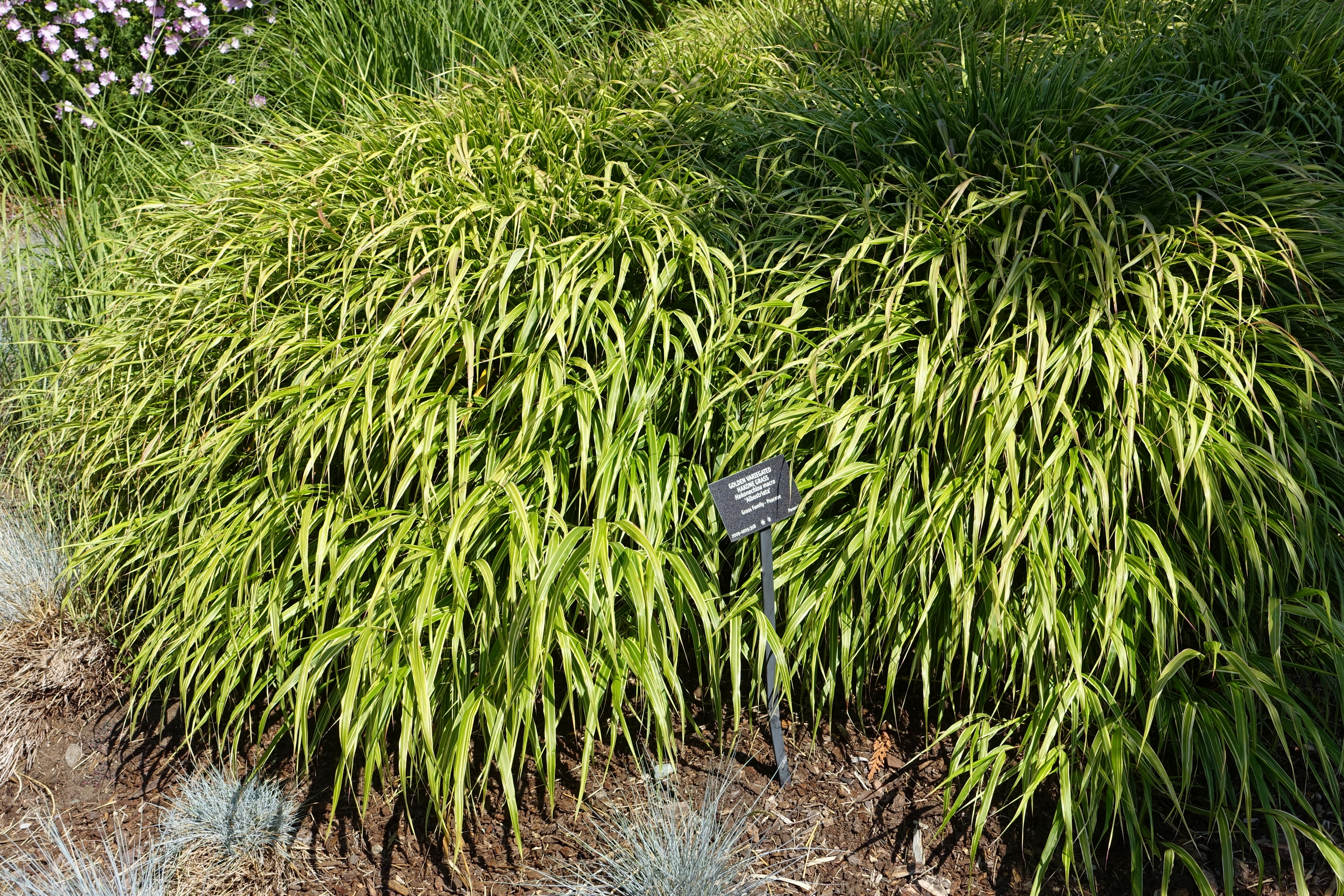
'Albostriata'
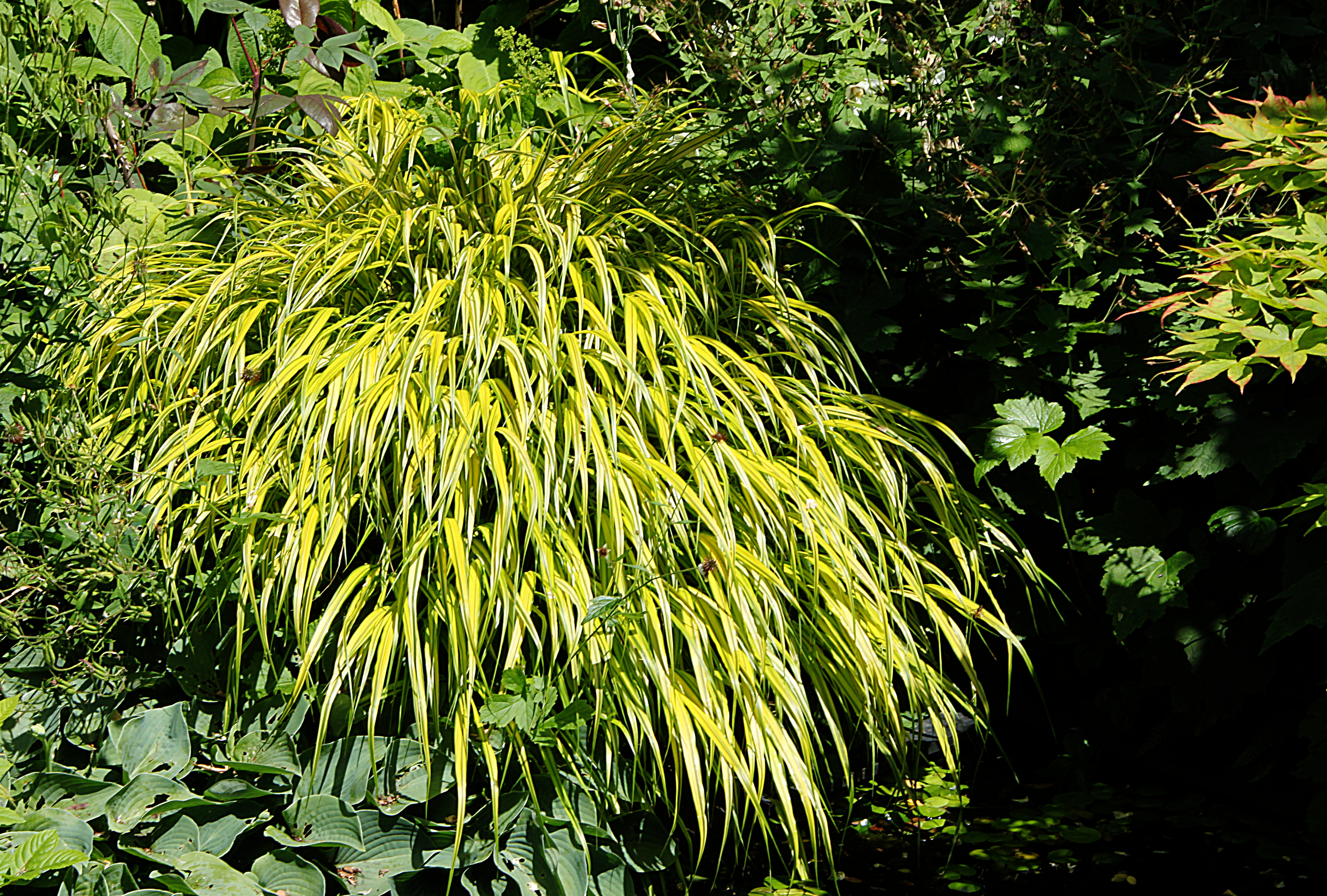
'Aureola'